# Nowshak
Nowshak (eller Noshaq) är det högsta berget i Afghanistan och det näst högsta fristående berget i Hindu Kush efter Tirich Mir (7 690 m ö.h.) med sina 7 492 m ö.h.. Nowshak ligger i det nordöstra hörnet av Afghanistan längs Durand-linjen, vilket visar gränsen mot Pakistan. Berget är det västligaste berget i världen på mer än 7 000 meter. Den norra och den västra sidan av Nowshak ligger i Afghanistan medan den södra och den östra sidan ligger i Pakistan.
Den första lyckade bestigningen av berget genomfördes 1960 av Toshiaki Sakai och Goro Iwatsubo vilka var medlemmar i en japansk expedition. De klättrade upp via den sydöstra bergskammen från Qadzi Deh-glaciären. Nuförtiden går den normala rutten via den västra sidan av berget.
Den första vinterbestigningen utfördes 1973 av Tadeusz Piotrowski och Andrzej Zawada vilka var medlemmar av en polsk expedition. Deras bestigning via den norra sidan av berget var den första vinterbestigningen av ett berg på över 7 000 meter.